# Episodi di Evil (seconda stagione)
La seconda stagione della serie televisiva Evil, composta da 13 episodi, è stata pubblicata in prima visione assoluta negli Stati Uniti d'America sul servizio di streaming on demand Paramount+ dal 20 giugno al 10 ottobre 2021.
In Italia la stagione è stata pubblicata interamente su Paramount+ dal 5 giugno 2023.
| n° | Titolo originale       | Titolo italiano              | Prima TV USA      | Prima TV Italia |
| -- | ---------------------- | ---------------------------- | ----------------- | --------------- |
| 1  | N Is for Night Terrors | T sta per Terrori Notturni   | 20 giugno 2021    | 5 giugno 2023   |
| 2  | A Is for Angel         | A sta per Angelo Vendicatore | 27 giugno 2021    | 5 giugno 2023   |
| 3  | F Is for Fire          | F sta per Fuoco              | 4 luglio 2021     | 5 giugno 2023   |
| 4  | E Is for Elevator      | A sta per Ascensione         | 11 luglio 2021    | 5 giugno 2023   |
| 5  | Z Is for Zombies       | Z sta per gli Zombie         | 18 luglio 2021    | 5 giugno 2023   |
| 6  | C Is for Cop           | P sta per il Poliziotto      | 25 luglio 2021    | 5 giugno 2023   |
| 7  | S Is for Silence       | S sta per Silenzio           | 29 agosto 2021    | 5 giugno 2023   |
| 8  | B Is for Brain         | C sta per Cervello           | 5 settembre 2021  | 5 giugno 2023   |
| 9  | U Is for U.F.O.        | U sta per Ufo                | 12 settembre 2021 | 5 giugno 2023   |
| 10 | O Is for Ovaphobia     | O sta per Ovafobia           | 19 settembre 2021 | 5 giugno 2023   |
| 11 | I Is for IRS           | I sta per l'IRS              | 26 settembre 2021 | 5 giugno 2023   |
| 12 | D Is for Doll          | B sta per Bambola            | 3 ottobre 2021    | 5 giugno 2023   |
| 13 | C Is for Cannibal      | C sta per Cannibale          | 10 ottobre 2021   | 5 giugno 2023   |